# Peter Hänni (Schriftsteller)
Peter Hänni (* 23. April 1958 in Bern) ist ein Schweizer Arzt und Krimiautor.

## Leben
Peter Hänni wurde als erstes von zwei Kindern des Fritz und der Giovanna Hänni (geborene Varretta) in Bern geboren. Er hat eine jüngere Schwester. Nachdem er einige Semester Rechtswissenschaft studiert hatte, begann er 1980 sein Studium der Medizin an der Universität Bern. Er beendete dieses 1986 mit Staatsexamen und ein Jahr später mit der Promotion. Während des Studiums arbeitete Hänni unter anderem als Metzgergehilfe, Taxifahrer und Bauarbeiter. 1994 wurde er Facharzt FMH für Oto-Rhino-Laryngologie, 1996 erwarb er den Zusatztitel für Hals- und Gesichtschirurgie. 1996 eröffnete er eine Privatpraxis in Solothurn.
Peter Hänni ist verheiratet, hat drei Kinder und lebt mit seiner Familie in der Nähe von Solothurn. Er besitzt auch die italienische Staatsbürgerschaft.

## Bücher
2006 erschien Hännis erster Kriminalroman mit dem Titel Mord in Montella bei einem Book-on-Demand-Verlag und zwei Jahre später eine überarbeitete Version unter dem Titel Rosas Blut beim Schweizerischen Ärzteverlag EMH. Der Roman basiert auf einer autobiographischen Familiengeschichte, die sich in Montella (Italien) zugetragen hat. 2010 erschien sein zweiter Roman Samenspende beim schweizerischen Cosmos-Verlag. Er behandelt das heikle Thema der Samenspende und ihre möglichen Auswüchse. Hännis dritter Kriminalroman, Freitod, der 13., erschien 2011. Er behandelt das Thema Sterbehilfe. 2014 erschien der vierte Kriminalroman Boarding Time. Er handelt von vier Freunden mittleren Alters, die eine Motorradtour nach Südafrika unternehmen.